# Kajetan Skarszewski
Kajetan Skarszewski herbu Leszczyc – sędzia ziemski lubelski w 1794 roku, podstoli urzędowski w latach 1781–1794, wojski większy urzędowski w latach 1780–1781, miecznik urzędowski w latach 1779–1780, wojski mniejszy urzędowski w latach 1778–1779, skarbnik urzędowski w latach 1771–1778, pisarz grodzki lubelski.
Poseł województwa lubelskiego na sejm 1776 roku. Komisarz Komisji Porządkowej Cywilno-Wojskowej województwa lubelskiego i deputat województwa lubelskiego na Trybunał Główny Koronny w 1792 roku.